# 泰克利內 (沃倫州)
51°37′16″N 24°47′15″E / 51.62111°N 24.78750°E
泰克利內（羅馬化：Teklyne）是烏克蘭西北部的村莊，隸屬沃倫州的卡明-卡希爾斯基區。該村始建於1769年，面積1.54平方公里，海拔高度154米，2001年人口531，人口密度每平方公里343.91人。